# Antonio Olgiati
Pour les articles homonymes, voir Olgiati.
Antonio Olgiati, né à Lugano vers 1570, et mort dans cette même ville en 1647, est un érudit suisse, premier préfet de la bibliothèque Ambrosienne.

## Biographie
On ne connaît rien de sa famille. Il a appris les premiers rudiments de grammaire à Lugano, puis a été envoyé jeune à Milan, dans le séminaire des "Signori Oblati", de la "Porta Orientale". Il est ordonné prêtre en 1593. Il est reçu parmi les oblats en 1604.
Il a été rapidement remarqué pour son amour des études et un talent particulier pour la poésie. Le cardinal Federico Borromeo, grand connaisseur et amateur d'hommes pieux ayant des talents en lettres, se l'est attaché comme secrétaire et lui a confié la tâche d'inventorier ses manuscrits qu'il destinait à la bibliothèque qu'il avait l'intention d'établir à Milan. Pour l'établir, Federico Borromeo a suivi les conseils de Juste Lipse qu’il avait connu à Rome. Cependant, contrairement à ce que souhaitait Juste Lipse dans son livre De bibliothecis syntagma, le projet de Federico Borromeo ne prévoyait pas d'établir une bibliothèque non confessionnelle et irénique, mais s'inspirait des idées exprimées par Baronius dans les Annales en lui donnant un cadre public et institutionnel caractéristique de la Contre-Réforme.
Le cardinal Federico Borromeo a donc fondé à Milan, en 1607, le collège Ambrosiano et la bibliothèque Ambrosienne, inaugurés en 1609. Pour acquérir des livres devant constituer le fonds de la bibliothèque Ambrosienne, le cardinal Borromeo avait envoyé, en 1607, Antonio Olgiati visiter l'Allemagne, la Belgique, les Pays-Bas et la France, Antonio Salmazia s'est établi à Corfou pour acheter des livres grecs, et Francesco Bernardino Ferrari a pu acquérir un grand nombre de livres pendant son voyage à travers l'Italie et l'Espagne.
Antonio Olgiati a dressé la liste des œuvres acquises au cours des premiers voyages en les classant dans différentes catégories : Écriture sacrée, Pères de l'Église, scolastique, controverse, cas de conscience, droit canon, droit civil, philosophie, mathématique, histoire sacrée, histoire profane, sciences humaines, éloquence, poésie, cérémonies et rites, ouvrages de dévotion, textes grecs, textes hébraïques, recueils. À son ouverture, en 1609, la bibliothèque contient environ 15 000 manuscrits et 30 000 ouvrages imprimés. Les différentes catégories montrent l'orientation religieuse de la bibliothèque. Le personnel de la bibliothèque est réparti entre deux collèges, le Conservatori et le Collegio dei Dottori. Federico Borromeo s'était réservé la charge de conservateur en chef. Le trésorier était un prévôt de la Congrégation des oblats. Quatre conservateurs sont des membres du chapitre de la cathédrale ou d'une des paroisses de la ville. Le Collegio dei Dottori est un groupe d'érudits et de chercheurs résidents recevant une pension, présidé par un préfet. Il a confié à différentes personnes savantes des thèmes de recherches. Neuf érudits ont été reçus comme docteurs en 1609 : Antonio Olgiati, en langue et éloquence latine, Antonio Giggei, en langue et littérature arabe, persane et hébraïque, Francesco Bernardino Ferrari pour l'Antiquité ecclésiastique et profane, Antonio Rusca et Francesco Collio pour la théologie, Giuseppe Visconti pour l'histoire sainte, Antonio Salmazia pour la traduction du grec au latin, Benedetto Sossago pour la poésie, Giuseppe Ripamonti, historiographe. Antonio Olgiati a été le premier préfet de la bibliothèque Ambrosienne et président du collège des docteurs.
Il s'est occupé d'organiser les activités culturelles de la bibliothèque pendant plusieurs années et a contribué de manière significative à son organisation, rédigeant des inventaires et des catalogues.
Il a pris sa retraite à Lugano où il est mort.

## Portraits
- Daniele Crespi a peint son portrait, vers 1620, qui se trouve dans la collection Luige Koelliker, Milan[5]
- Un second portrait se trouve à la bibliothèque Ambrosienne[6].